# 徐晖 (足球运动员)
徐晖（1968年8月27日—），中華人民共和國已退役足球運動員，曾入選國奧隊，現任足球教練。

## 球员生涯
- 曾入选徐根宝的中国国奥队，职业联赛后效力于大连万达队，并多次获得中国足球甲A联赛冠军
- 2000年在重庆退役

## 教练生涯
- 2006年任中超重庆力帆教练
- 2008年执教北京八喜
- 2009年率北京八喜冲进乙级联赛四强
- 2010年率北京八喜获得中甲第8名，保级成功
- 2011年执教福建骏豪力菲克，并带队冲甲成功。
- 2012年继续执教福建骏豪。
- 2013年骏豪队迁到石家庄更名石家庄骏豪后继续执教球队至同年5月中辞职。
- 2015年执教包头南郊鹿城。
- 2016年至今在大连一方担任助理教练。